# Eugenópolis
Eugenópolis é um município brasileiro do estado de Minas Gerais. Sua população recenseada em 2022 era de 10 801 habitantes.

## Formação administrativa
O Distrito de São Sebastião da Mata foi elevado à Categoria de Freguesia pela lei provincial n° 1717 aos 5 de outubro de 1870, desmembrado da Freguesia de Nossa Senhora do Patrocínio do Muriaé, conforme o  Art. 3 da Lei provincial em questão. Em 3 de maio 1891, foi elevado a município, com o nome de São Manuel, desmembrado do Município de Muriaé. A denominação atual foi dada em 1943, em homenagem ao emancipador, coronel Luís Eugênio Monteiro de Barros. É formado por 4 distritos: Eugenópolis, Pinhotiba, Gavião e Queirozes.